# Resolutie 1824 Veiligheidsraad Verenigde Naties
Resolutie 1824 van de Veiligheidsraad van de Verenigde Naties werd unaniem door de Veiligheidsraad van de Verenigde Naties aangenomen op 18 juli 2008, en verlengde de ambtstermijnen van de rechters van het Rwandatribunaal tot 31 december 2009 en sommige langer, tot eind 2010.

## Achtergrond
Toen Rwanda een Belgische kolonie was, werd de Tutsi-minderheid in het land verheven tot een elitie die de grote Hutu-minderheid wreed onderdrukte. Na de onafhankelijkheid werden de Tutsi verdreven en namen de Hutu de macht over. Het conflict bleef aanslepen, en in 1990 vielen Tutsi-milities verenigd als het FPR Rwanda binnen. Met westerse steun werden zij echter verdreven.
In Rwanda zelf werd de Hutu-bevolking opgehitst tegen de Tutsi. Dat leidde begin 1994 tot de Rwandese genocide. De UNAMIR-vredesmacht van de Verenigde Naties kon vanwege een te krap mandaat niet ingrijpen. Later dat jaar werd het Rwanda-tribunaal opgericht om de daders te vervolgen.

## Inhoud
Middels resolutie 1684 waren de ambtstermijnen van de elf permanente rechters van het Rwandatribunaal in 2006 verlengd tot eind 2008. Later dat jaar waren ook die van de achttien ad litem-rechters met resolutie 1717 verlengd tot 31 december 2008. Twee permantente rechters en een ad litem-rechter hadden aangegevens na afloop van hun zaak ontslag te zullen nemen. Ze vervangen zou niet meer nodig zijn. Het tribunaal verwachtte alle rechtszaken voor eind 2009 te kunnen afronden.
Daarom besloot de Veiligheidsraad de ambtstermijnen van volgende permanente rechters te verlengen tot 31 december 2010:
- Mehmet Güney ( Turkije)

- Andrésia Vaz ( Senegal)

En die van volgende permanente rechters tot 31 december 2009:
- Dennis Byron ( Saint Kitts en Nevis)
- Asoka de Silva ( Sri Lanka)
- Sergej Jegorov ( Rusland)
- Khalida Khan ( Pakistan)

- Erik Møse ( Noorwegen)
- Arlette Ramaroson ( Madagaskar)
- William Sekule ( Tanzania)

De ambtstermijnen van volgende ad litem-rechters die dienden bij het hof werden verlengd tot 31 december 2009:
- Florence Arrey ( Kameroen)
- Solomy Balungi Bossa ( Oeganda)
- Taghrid Hikmat ( Jordanië)
- Vagn Joensen ( Denemarken)
- Gberdao Kam ( Burkina Faso)

- Lee Muthoga ( Kenia)
- Seon Ki Park ( Zuid-Korea)
- Emile Short ( Ghana)

De ambtstermijnen van volgende ad litem-rechters die op dat moment niet dienden werden eveneens verlengd tot 31 december 2009:
- Aydin Sefa ( Turkije)
- Karin Hökborg ( Zweden)
- Flavia Lattanzi ( Italië)
- Kenneth Machin ( Verenigd Koninkrijk)
- Joseph Masanche ( Tanzania)

- Azmi Kamaruddin ( Maleisië)
- Mparany Rajohnson ( Madagaskar)
- Bert Swart ( Nederland)
- Aura Guerra de Villalaz ( Panama)

Ten slotte werd artikel °11, paragrafen °1 en °2, van de statuten van het tribunaal geamendeerd met deze in annex.

### Annex - Artikel °11: Samenstelling van de kamers
1. De kamers werden samengesteld uit maximaal zestien permanente rechters...
2. Een kamer mocht op elk gegeven moment uit maximaal drie permanente- en zes ad litem-rechters bestaan...

## Verwante resoluties
- Resolutie 1774 Veiligheidsraad Verenigde Naties (2007)
- Resolutie 1823 Veiligheidsraad Verenigde Naties
- Resolutie 1855 Veiligheidsraad Verenigde Naties
- Resolutie 1878 Veiligheidsraad Verenigde Naties (2009)

Lijst ·  1795 ·  1796 ·  1797 ·  1798 ·  1799 ·  1800 ·  1801 ·  1802 ·  1803 ·  1804 ·  1805 ·  1806 ·  1807 ·  1808 ·  1809 ·  1810 ·  1811 ·  1812 ·  1813 ·  1814 ·  1815 ·  1816 ·  1817 ·  1818 ·  1819 ·  1820 ·  1821 ·  1822 ·  1823 ·  1824 ·  1825 ·  1826 ·  1827 ·  1828 ·  1829 ·  1830 ·  1831 ·  1832 ·  1833 ·  1834 ·  1835 ·  1836 ·  1837 ·  1838 ·  1839 ·  1840 ·  1841 ·  1842 ·  1843 ·  1844 ·  1845 ·  1846 ·  1847 ·  1848 ·  1849 ·  1850 ·  1851 ·  1852 ·  1853 ·  1854 ·  1855 ·  1856 ·  1857 ·  1858 ·  1859